# Kazimierz Lis
Kazimierz Lis (Poznań, 9 d'abril de 1910 - Poznań, 15 de juliol de 1998) fou un futbolista polonès de la dècada de 1930.
Fou jugador del Warta Poznań amb qui guanyà el campionat polonès de 1947. Formà part de la selecció polonesa al Mundial de 1938, però mai va jugar-hi cap partit.